# Mikhaïl Lavréntiev
Mikhaïl Lavréntiev (rus: Михаил Алексеевич Лаврентьев)  (Kazan, 19 de novembre de 1900 - Moscou, 15 d'octubre de 1980) (el seu cognom s'ha transliterat de diverses maneres: Lavrent'ev, Lavrentev, Lavrentieff, Lavrentiev, Lavrentyev o Lavrentjev) va ser un matemàtic soviètic.

## Vida i Obra
El pare de Lavréntiev, Alexei, era professor de matemàtiques a la universitat de Kazan. Els anys 1910 i 1911 va obtenir una beca per ampliació d'estudis a París i Göttingen, a on es va desplaçar amb la seva dona i el seu fill. Durant aquests estudis va conèixer Nikolai Luzin amb qui va establir una estreta amistat i que, amb el temps, es va convertir en la influència més important del jove Mikhaïl Lavréntiev. En retornar, la família es va instal·lar a Moscou, on Lavréntiev va estudiar matemàtiques a la universitat Estatal de Moscou, en la qual es va graduar el 1922, havent format part del grup Luzitània, el cercle dels deixebles de Nikolai Luzin.
Els anys següents va ser docent a diferents institucions d'ensenyament superior, fins que l 1929 va ser contractat pel TsAGI (L'Institut Central d'Hidrodinàmica) i el 1934 per l'Institut Steklov de Matemàtiques. El 1936, durant el procés que va portar a la caiguda de Luzin, es va mantenir inexplicablement al marge. El 1939, en morir Dmitri Grave, va ser nomenat director de l'Institut de Matemàtiques de l'Acadèmia de Ciències a Kíev. Va romandre a Kíev fons el 1949, excepte el parèntesi de la Segona Guerra Mundial.

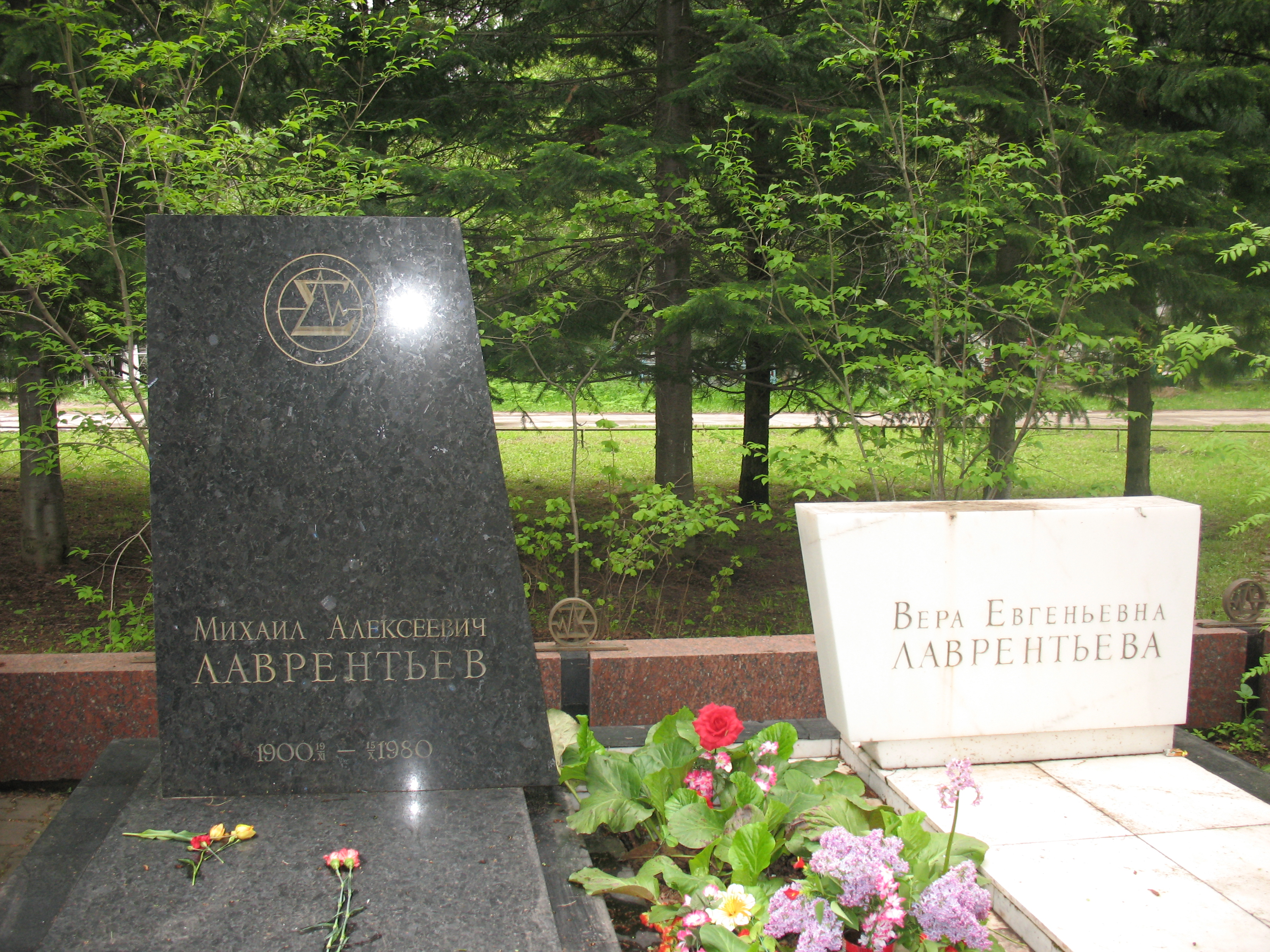
Tombes de Lavréntiev i de la seva esposa al Cementiri del Sud de Novossibirsk.

El 1950 va retornar a Moscou però per poc temps, ja que el 1957 va ser nomenat cap de la secció siberiana de l'Acadèmia Soviètica de Ciències i professor a la universitat de Novossibirsk, càrrecs que va mantenir fins al 1975 quan es va retirar a Moscou, on va morir el 1980. Va ser enterrat a Novossibirsk.
Lavréntiev, a més de ser un matemàtic notable en el camp de la matemàtica aplicada (física matemàtica, mecànica, dinàmica, etc.), va fer aportacions d'interès en el camp teòric de les transformacions conformes.
Va ser un organitzador i reformador de l'estructura científica soviètica. Ja des de 1947 va emfatitzar en la necessitat d'avançar en el camp de la informàtica que, segons ell, es trobava uns quinze anys retrasada respecte el món occidental. Les seves idees reformadores es basaven en tres principis, l'anomenat triangle de Lavréntiev: Ciència, Quadres, Producció. És a dir, visió interdisciplinar de la ciència, docència íntimament lligada a la recerca i resultats efectivament vinculats als processos productius. Sota aquesta perspectiva, va ser el líder de la construcció d'Akademgorodok, una nova ciutat, al sud de Novossibirsk, dedicada totalment a la recerca científica i en la qual els residents gaudien de certs privilegis poc usuals en el món soviètic. Aquesta situació privilegiada va entrar, finalment, en contradicció amb el règim polític i, segurament, va ser l'arrel de la dimissió i la retirada forçada de Lavréntiev.
L'any 2000, amb motiu del centenari del seu naixement, l'Acadèmia Russa de Ciències va editar un volum commemoratiu amb el títol de Век Лаврентьева (L'era de Lavréntiev).